# Centre culturel islamique de New York
Le Centre culturel islamique de New York, en anglais Islamic Cultural Center of New York; est une mosquée et un centre culturel islamique situé dans East Harlem, Manhattan aux États-Unis. Inauguré en 1991, le Centre culturel islamique est la première mosquée construite à cet effet à New York et continue d'être l'une des plus grandes de la ville.

## Histoire

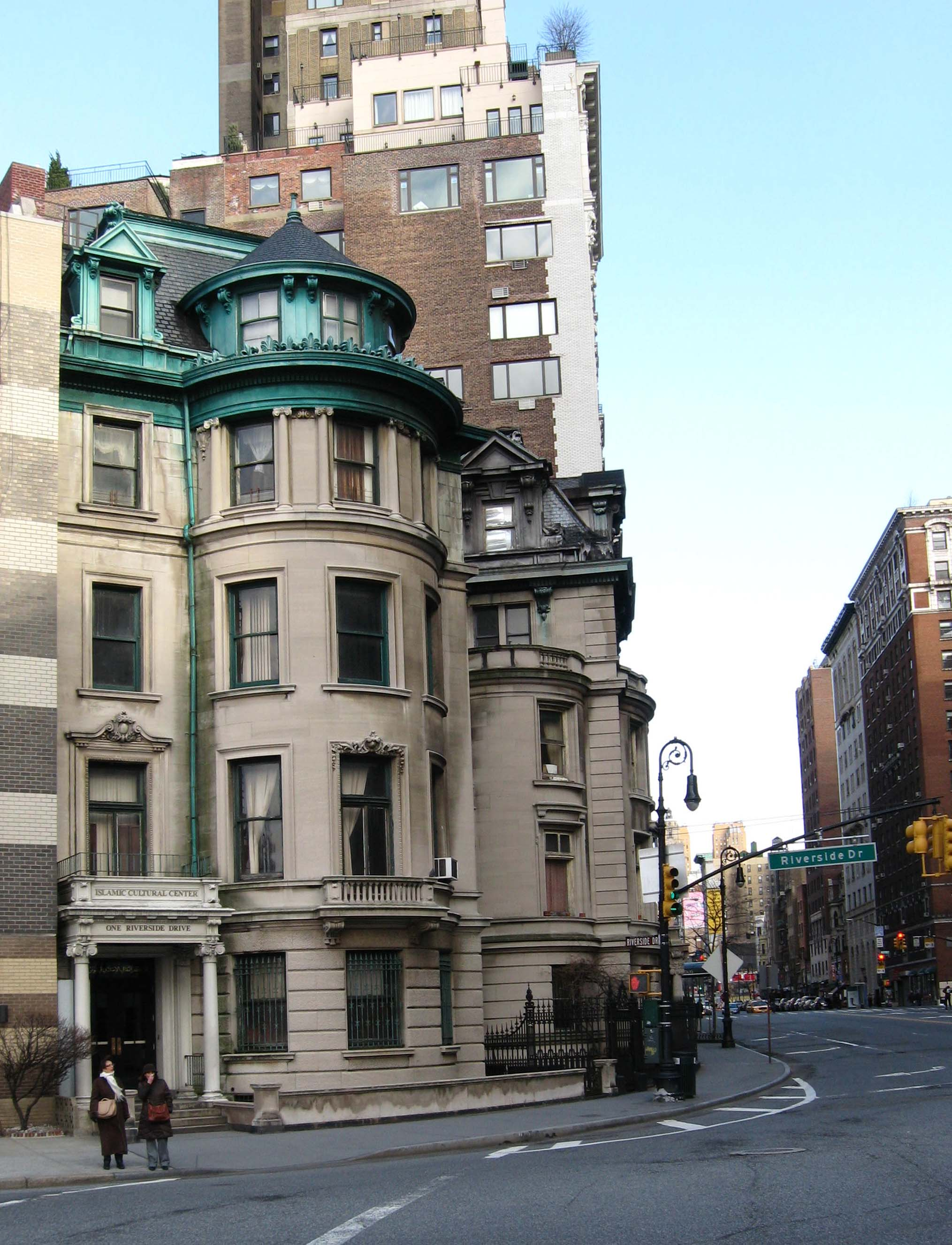
One Riverside Drive, site du premier centre culturel islamique de New York

Les plans pour un grand centre islamique à New York sont élaborés à la fin des années 1960. Le premier centre culturel occupe une maison au 1 Riverside Drive, à l'intersection de Riverside Drive et de la 72e Rue. Un projet global comprenant une mosquée, une école, une bibliothèque, un musée et une salle de conférence est envisagé de l'autre côté de Central Park, au 1711 Third Avenue, entre la 96e et 97e Rue (East Harlem). La construction du Centre culturel islamique commence en octobre 1984. La construction de la mosquée débute quant à elle le 28 mai 1987, jour de la fin du mois de ramadan. La première pierre du minaret est posée le 26 septembre 1988.
La construction est retardée pendant l'invasion irakienne du Koweït et la première guerre du Golfe qui s'ensuit. La mosquée ouvre ses portes le 16 avril 1991, pour la fête de l'Aïd el-Fitr, en présence du maire de New York. Le 25 septembre 1991, a lieu une cérémonie d'inauguration en présence de l'émir de Koweit Jaber al-Ahmad al-Sabah. Au total, plus de 46 pays musulmans ont contribué au financement, pour un coût de construction de 17 millions de dollars. Durant le XXe siècle, près de 200 mosquées existent à New York. Mais la mosquée du Centre de la culture islamique marque un tournant, avec un dôme important et un minaret élevé, marquant physiquement la présence de la communauté musulmane.
L'imam Abu-Namous s'engage dans une série de dialogues interreligieux à New York. Le successeur d'Abu-Namous en tant qu'imam, Mohammed Shamsi Ali, poursuit les réunions, Ali est remplacé par Abdul Razzaq E. Al Amiri en 2011.

## Architecture

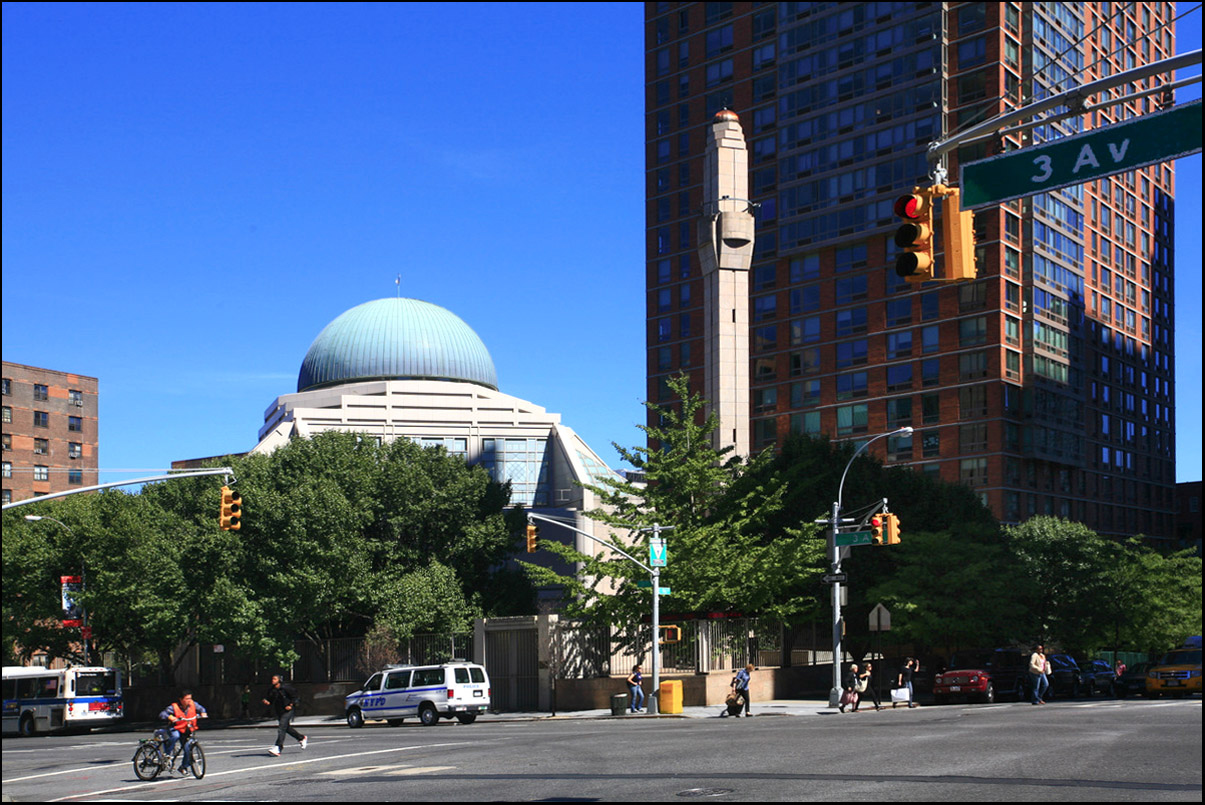
Extérieur du Centre culturel islamique de New York, dans le quartier d'East Harlem, à Manhattan.

Le Centre culturel islamique de New York est un bâtiment de 61 mètres de large et 73 mètres de long, dans un jardin. Les architectes sont Skidmore, Owings and Merrill. Comme la plupart des mosquées, elle est orientée vers La Mecque (Qibla), avec à un cap de 58° En conséquence, le bâtiment est décalé de 29° par rapport au réseau de rues nord-sud de Manhattan, La direction de La Mecque est marquée à l'intérieur par une niche sur le mur, connue sous le nom de mihrab A côté du mihrab se trouve le minbar, qui est un escalier à partir duquel l'imam dirige la prière.
Le design du Islamic Culture Center de New York est conçu sur la base d'un cube. Trois fenêtres identiques sont placées à l'angle, où la lumière peut passer à travers et faire briller le masjid. Les murs de la mosquée sont revêtus de pierre provenant d'une carrière située à Stony Creek, Bradford, Connecticut. Le dôme est composé de trois couches de cadres empilés - il est en cuivre, comme la statue de la Liberté de New York.